# Кетамін
Кетамі́н (кетаміну гідрохлорид, лат. Ketamini hydrochloridum), (±)-2-(2-Хлорфеніл)-2-(метиламіно)циклогексанон (в вигляді гідрохлориду) — NMDA-антагоніст, який використовують як засіб для наркозу в медицині та ветеринарії. Рідше використовують як знеболювальне (передусім в екстреній медицині і в пацієнтів з протипоказаннями до використання опіоїдних та барбітуратних анальгетиків) і для лікування бронхоспазму.
При високій концентрації також зв'язує опіатні мю та сигма рецептори. Використовується для внутрішньовенної та комбінованої анестезії. Має виражений загальний анестезійний та аналгезивний ефекти (є як гіпнотиком, так і анальгетиком). Викликає так звану дисоціативну анестезію. Дія препарату обумовлена пригніченням різних відділів ЦНС. Кетамін більшою мірою знижує соматичну больову чутливість ніж вісцеральну, що потрібно враховувати при порожнинних операціях.
Для нього, на відміну від інших засобів для наркозу, характерне підняття артеріального тиску, що зумовлює його використання у випадку масивної кровотечі. Кетамін підвищує артеріальний тиск на 20 % — 30 %, прискорює ритм серцевих скорочень, збільшує хвилинний об'єм серця. Стимуляція серцевої діяльності може бути зменшена діазепамом.
Можливі порушення ритму (пригнічення) та частоти дихання. В період виходу з наркозу можливі явища психомоторного збудження, галюцинації, підвищена салівація. У місці введення відмічається біль та гіперемія по ходу вен.
В США було проведено дослідження, яке показало, що одноразове прийняття кетаміну пацієнтами з суїцидальними нахилами, різко знижує депресію і думки про самогубство. У дослідженні на гризунах виявлено, що антидепресантний ефект кетаміну зумовлений переважно активацією його метаболітом (2R-6R)-гідроксиноркетаміном АМРА-рецепторів.
Кетамін також виявився ефективним для тривожних розладів. Його відносно недавно застосовують для лікування тривожних розладів в США.

## Історія
- У 1962 році кетамін під робочою назвою «CI-581» вперше синтезував американський дослідник Келвін Стівенс
- 1963 — кетамін запатентований в Бельгії.
- 1965 — кетамін, як виявляють, є хорошим знеболюючим.
- 1965 — перші звіти вчених про використанні кетаміну. Професор Едвард Доміно описав кетамін, як потужний психоделічний наркотик.
- 1966 — кетамін запатентований лабораторією Parke-Davis для використання як знеболювальне на людях і тваринах.
- Наприкінці 1960-х кетамін використовується як знеболювальне в армії США під час В'єтнамської Війни.
- 1969 — «кетамін гідрохлорид» стає доступними ліками під назвою «кеталар».
- У середині 1970-х кетамін поширився у всьому світі. Інтерес до нього швидко зростає, особливо в Англії, Швеції, Австралії, і Аргентині.
- У 1978 році виходять відразу дві книги, що зробили значний вплив на популярність кетаміну. Це «Подорож В Яскравий Світ» Марсії Мур і Говарда Аллтоуніана, і «Вчений» Джона Ліллі. Обидві книги описують особисті переживання авторів при використанні препарату як наркотику.
- 18 березня 1981 — DEA висловлюється за занесення кетаміну в список III, але цього не відбувається.
- 1995 — кетамін доданий в список небезпечних наркотичних речовин, але не в список III, як це планувалося раніше.
- 9 квітня 1999 — DEA знову висловлюється за розміщення кетаміну в список III.
- 12 серпня 1999 — кетамін стає офіційно незаконним і нарешті заноситься в список III в США.
- 1987—2000 — зареєстровано 12 смертельних випадків, пов'язаних з кетаміном (7 в США, і 5 в Європі).
- У нашій країні[джерело?] кетамін набув поширення як наркотик з початку 1990-х років, коли в країні[якій?] з'явилося багато так званої психоделічної літератури, а інші відомі галюциногени — такі як ЛСД — на нелегальному ринку були практично відсутні.[10]

## Наркотичний вплив
Кетамін широко застосовували для анастезії. Пацієнти, що виходили з неї, розповідали неймовірні історії про свої галюцинації. Сильні психологічні переживання пацієнтів призвели до того, що зараз кетамін як анастезію застосовують лише разом з іншими препаратами, щоб повністю вимкнути свідомість. При вживанні чистого кетаміну у великих дозах свідомість відділяється від тіла і потрапляє в ілюзорний світ (кетаміновий світ). При малих — наступає часткова втрата зв'язку з реальністю (кетамінова діра). У такому стані тіло може рухатися незалежно від свідомості, що становить певну небезпеку, оскільки свідоміть не контролює дії людини. Дія наркотику триває близько півтори години незалежно від дозування. Дія кетаміну не викликає ейфорії, тому звикання до наркотику відбувається повільно. Кетамін широко розповсюджений наркотик у клубній субкультурі. Один з небагатьох легальних наркотиків, який можна придбати у аптеці. Доступний навіть у країнах з дуже жорстким антинаркотичним законодавством (наприклад у Таїланді). Основними постачальниками кетаміну на чорний ринок є ветеринарні лікарні та аптеки. Незважаючи на те, що кетамін продають у ампулах, на чорному ринку його продають у порошку для вдихання носом.